# 冲压空气涡轮
冲压空气涡轮（英語：Ram Air Turbine，缩写：RAT）是飞机在发动机停止、輔助動力系統（APU）完全失效时使用的应急涡轮发电机组。因其英文缩写，它也被称为“老鼠”。它由飞机飞行时产生的衝壓力驱动，为驾驶舱和飞行控制系统（电传操纵系统）提供有限的电力。

## 作用

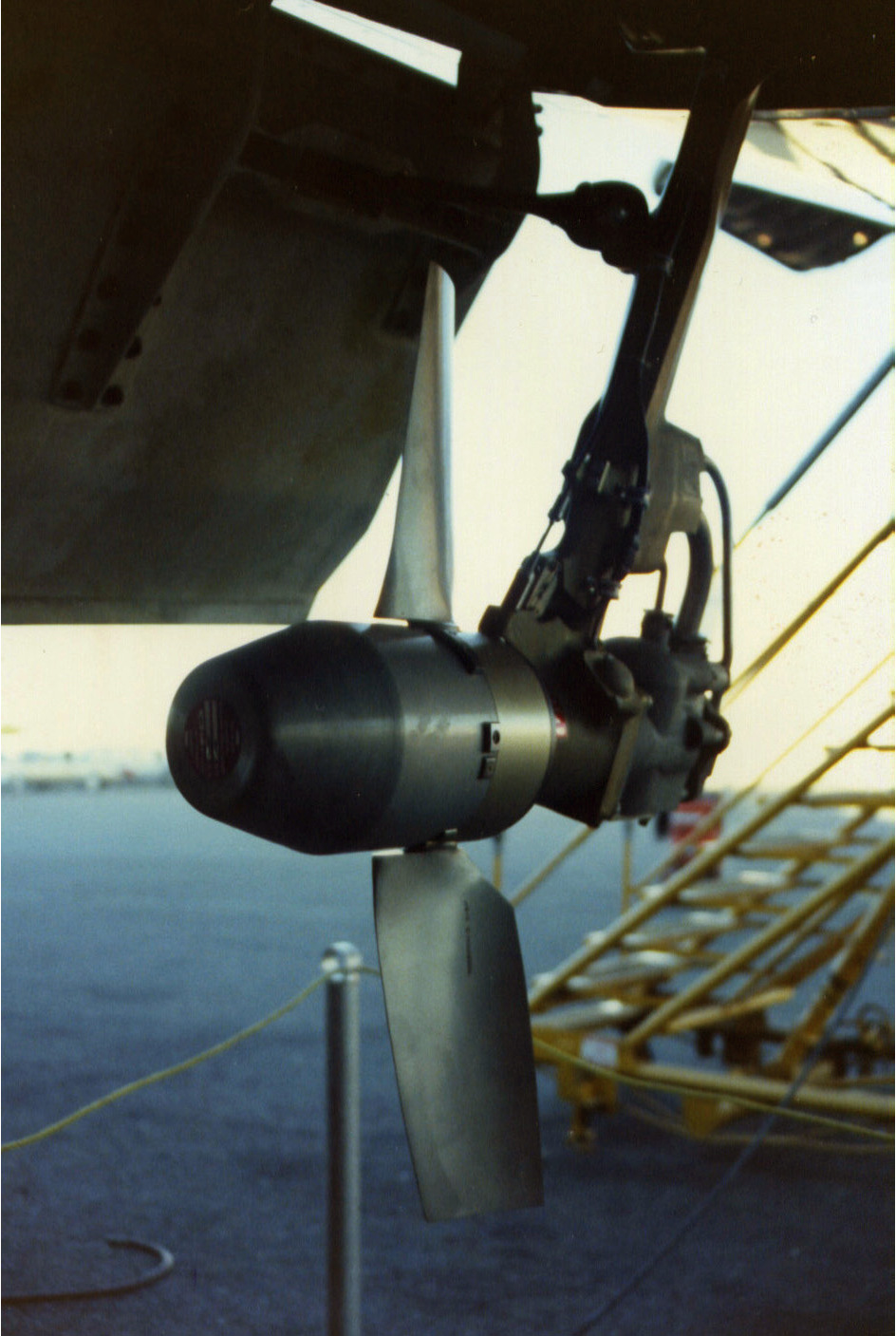
波音757客机下方伸出的冲压空气涡轮风扇

冲压空气涡轮外露的装置为一个小型的风扇，由飞机飞行时强大的对向气流带动其旋转。早期有些冲压空气涡轮设计是将其固定在飞机外部。现代飞机的冲压空气涡轮一般安装在机身或机翼下部，只在紧急状况下才会伸出，分为自动启用和飞行员手动启用两种。冲压空气涡轮的输出功率由飞机的速度决定，速度越快，输出功率也就越大。

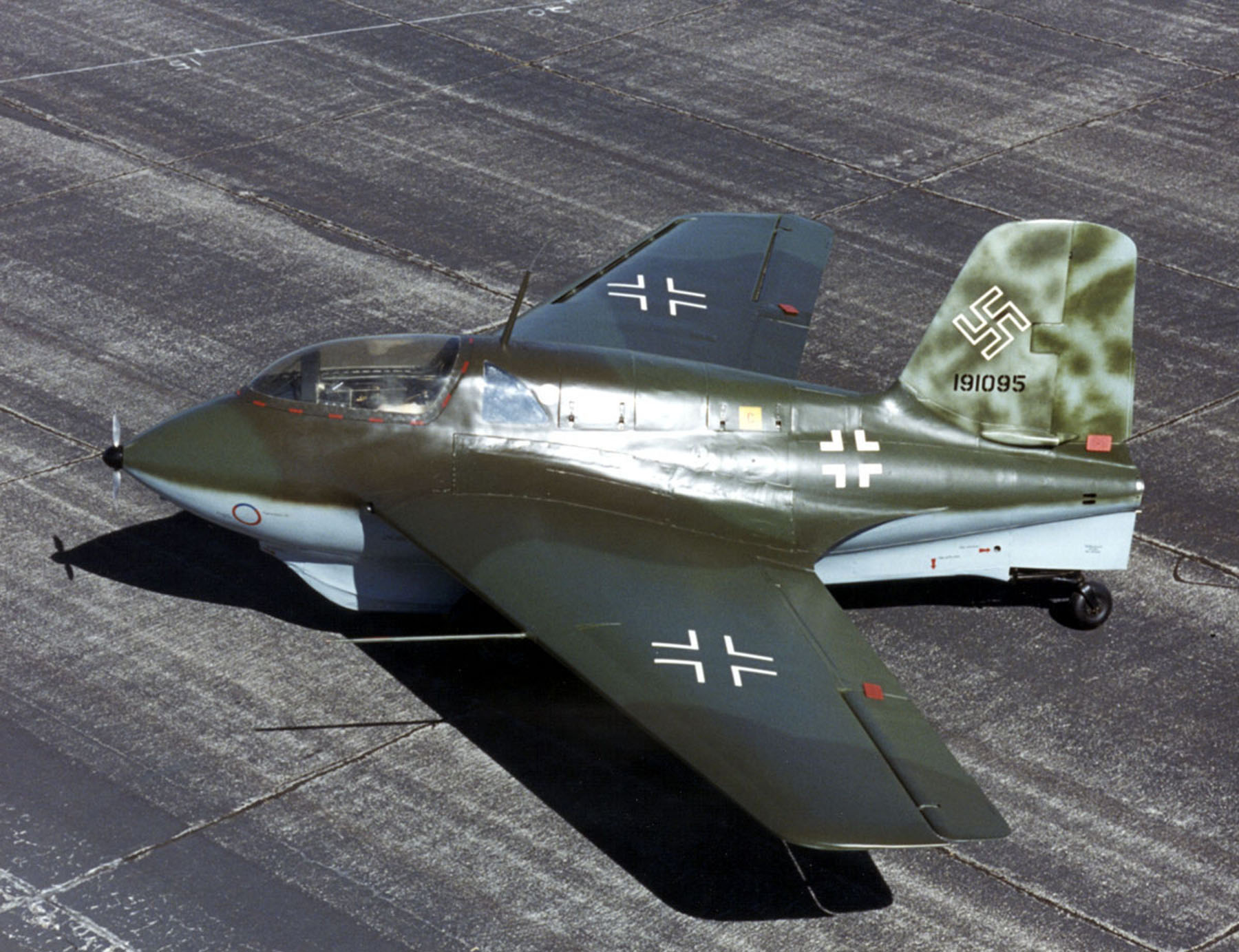
Me_163戰鬥機机头设计有外置的冲压空气涡轮风扇

Me 163戰鬥機是典型的冲压空气涡轮外置设计，是二战時唯一進入服役的纯火箭动力攔截機。由于无法从火箭发动机取得电力，所以在机头安装了一个外置的冲压空气涡轮，为全机提供电力供应。
維克斯VC10是第一款配备冲压空气涡轮的民航客机。空中客车A380配备有现代客机中最大的冲压空气涡轮，直径达1.63米，安装在左侧机翼下方，靠近机身的位置。民用客机上的冲压空气涡轮通常有5到70千瓦不等的输出功率。
衝壓空氣渦輪本身並不一定產生電力。以A320為例，機上的衝壓空氣渦輪裏面是一台柱塞式液壓泵，並且連接A320的藍液壓系統。衝壓空氣渦輪啟動時，柱塞泵會先為藍系統加壓，提供基本操縱壓力。而電力則是靠藍系統上靠液壓推動的應急發電機來供應。

## 紧急事故中的应用
下列是一些客机遭遇紧急状况时，使用冲压空气涡轮的例子：
- 加拿大航空143號班機事故
- 越洋航空236號班機事故
- 埃塞俄比亞航空961號班機空難
- 赫伯罗特航空3378号班机事故
- 全美航空1549號班機事故